# Nyctycia ionochlora
Nyctycia ionochlora är en fjärilsart som beskrevs av Ronkay, Hreblay och Peregovits. Nyctycia ionochlora ingår i släktet Nyctycia och familjen nattflyn. Inga underarter finns listade i Catalogue of Life.